# Fator ecológico
Em ecologia, factores ecológicos são elementos do ambiente que influenciam organismos vivos. Os factores ecológicos podem afectar as espécies: de forma contínua, entre níveis extremos (por exemplo, temperatura e pH); só afectando o desempenho quando atingem valores elevados (por exemplo, toxinas e poluentes); ou o factor é essencial em pequenas quantidades, mas tem influência negativa em valores elevados (por exemplo, NaCl nos animais e micronutrientes como Zinco e Magnésio nas plantas).
Factores ecológicos:
Bióticos físicos e químicos: relacionados aos seres vivos
Abióticos: relacionados com as condições do meio ambiente e competição.
Condições ambientais: são  características físicas, químicas e bióticas. Exemplos: humidade, temperatura, pressão osmótica e pH.
RECURSOS: •Energia •Água •Dióxido  de carbono •Nutrientes •Espaço > Organismo (indivíduo) gasta para manutenção > desempenho biológico.